# Wolfgang I. z Lichtenštejna
Wolfgang I. z Lichtenštejna-Mikulova (německy Wolfgang I. von Liechtenstein-Nikolsburg, 1473–1520) byl rakouský šlechtic z rodu Lichtenštejnů, pán z Lichtenštejna v Dolním Rakousku a Mikulova na jižní Moravě.

## Život

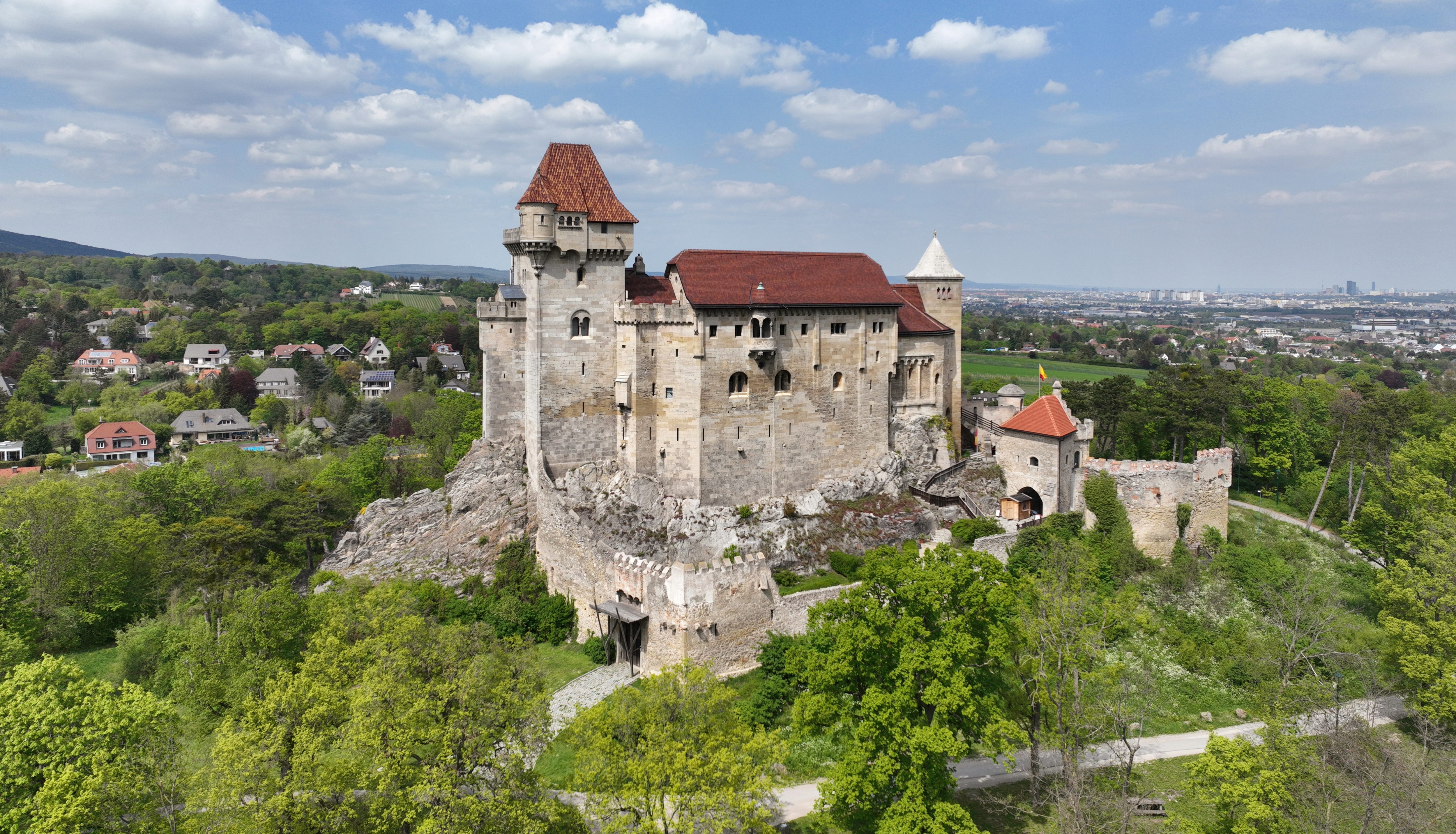
Hrad Liechtenstein v Dolním Rakousku

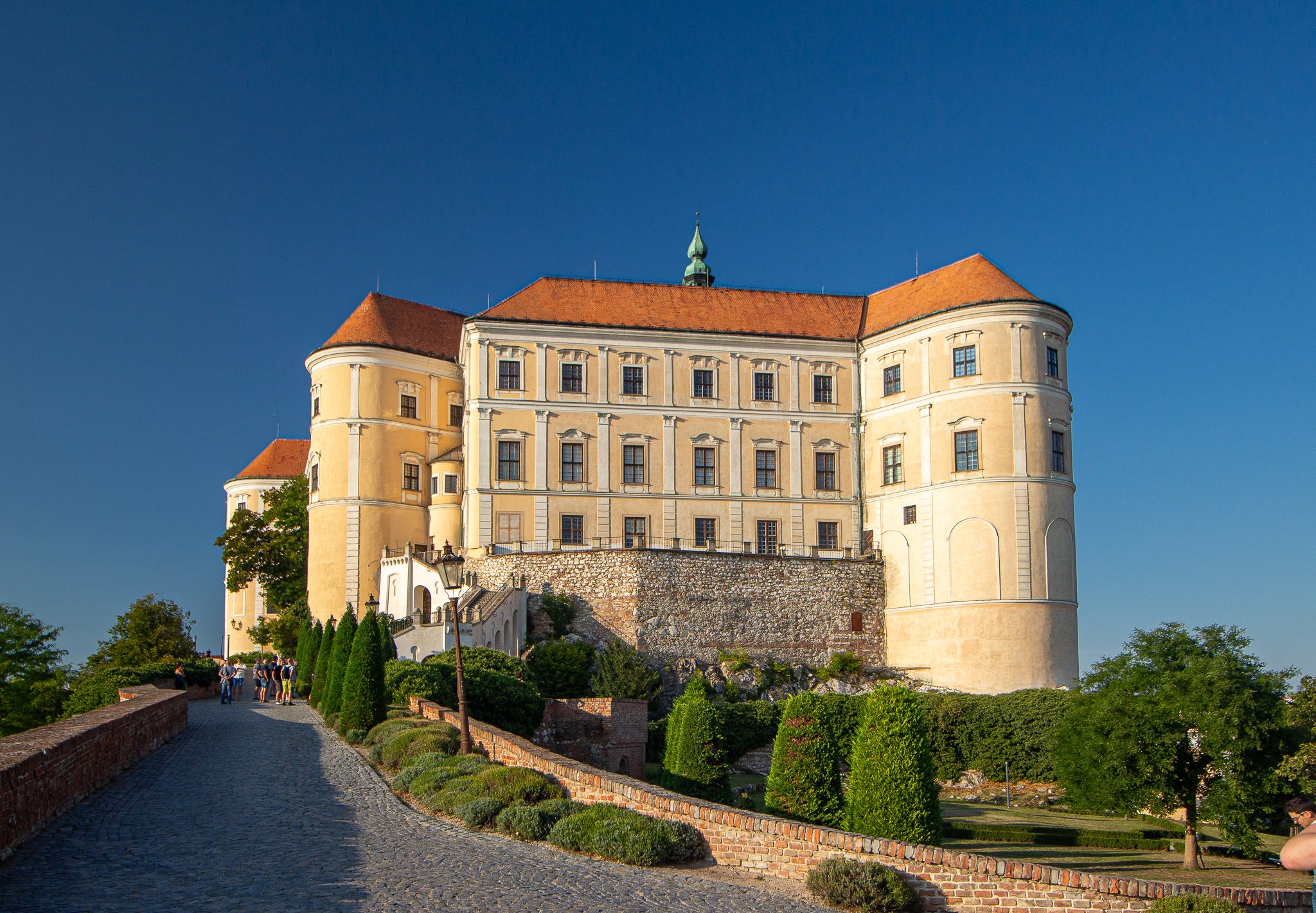
Mikulovský zámek na jižní Moravě

Narodil se jako starší syn císařského rady Kryštofa III. z Lichtenštejna († 1506) a jeho první manželky neznámého jména. Jeho otec se v roce 1493 podruhé oženil, kdy se jeho manželkou stala jeho švagrová, Amálie ze Starhembergu (1471–1502), z jejich manželství se však již žádné děti nenarodily.
Jeho bratr Linhart (1482–1534) se stal luteránem. Jeho sestra Regina († 1496) se provdala za Martina z Polheimu († 1498).

### Manželství a rodina
Wolfgang I. z Lichtenštejna-Mikulova se oženil v roce 1498 s hraběnkou Jenovéfou ze Schaunbergu († 1519), vnučkou Jana I. ze Schaunbergu († 1453), dcerou štýrského maršála, zemského hejtmana v Kraňsku, hraběte Oldřicha III. ze Schaunbergu († 1484) a Markéty Krajířové z Krajku († 1492). Manželé měli 4 děti:
- Jan VI. z Lichtenštejna (1500 – 17. června 1552), císařský rada, přestoupil na luteránskou víru. Byl dvakrát ženatý, poprvé od roku 1535 s Annou z Lichtenštejna, dcerou císařského generála Jiřího VI. z Lichtenštejna-Steyeregu (1480–1548) a Magdaleny z Polheimu († 1522) a podruhé od roku 1543 s Esterou z Ditrichštejna (4. července 1525 – 20. února 1597), dcerou císařského rady, dědičného číšníka v Korutanském vévodství, zemského hejtmana ve Štýrsku a místodržitele z Vnitřního Rakouska Zikmunda z Ditrichštejna († 1533) a jeho manželky Barbory z Rottalu-Tolberka († 1550), pravděpodobné nelegitimní dcery císaře Maxmiliána Habsburského (1459–1519) a Markéty z Rapachu († 1522). Celkem měl 9 dětí.
- Wolfgang II./Wolf Kryštof z Lichtenštejna (1511–1553/85), ženatý s hraběnkou Kateřinou z Lamberka († po roce 1567)
- Markéta z Lichtenštejna (* 1502)
- Barbora z Lichtenštejna (1514–1554), provdaná 1534 za Jana z Puchheimu